# National Recovery Administration
Pour les articles homonymes, voir Recovery (homonymie) et NRA.
La National Recovery Administration ou NRA créée dans le cadre du National Industrial Recovery Act en 1933 était l'un des programmes du New Deal de Franklin D. Roosevelt et de son gouvernement. 
La NRA permettait aux industries de créer un « code de concurrence loyale » qui visait à mettre fin à la « concurrence destructrice » et à aider les travailleurs en fixant des salaires minimum et un nombre d'heures hebdomadaires de travail. Elle permettait également aux entreprises de fixer ensemble des prix minimum. 
Un logo NRA fut créé, les entreprises s'engageant à respecter les recommandations du NRA étant autorisées, après déclaration et vérification préalables, à l'apposer sur leurs produits, ce qui était bon pour leur image, mais manifestait aussi, dans la foulée, l'adhésion du pays au NRA jusque sur les étalages des commerçants.
Cependant, en 1935, la Cour suprême des États-Unis déclara le texte inconstitutionnel à la suite de l'affaire Schechter Poultry Corp. v. US, car il donnait des pouvoirs législatifs à la branche exécutive en opposition à la Nondelegation doctrine. Le NRA prit donc rapidement fin. Cependant, la plupart de ses principes furent repris par le Wagner Act.